# 지청천 일기
지청천 일기는 서울특별시 노원구 육군사관학교 육군박물관에 있는, 독립운동가이자 정치가인 지청천(池靑天, 1888～1957)이 1951년부터 1956년까지 기록한 국한문 혼용의 친필일기이다. 2018년 12월 10일 대한민국의 국가등록문화재 제737호로 지정되었다.

## 등록 사유
독립운동가이자 정치가인 지청천(池靑天, 1888～1957)이 1951년부터 1956년까지 기록한 국한문 혼용의 친필일기이다. 지청천은 1919년 3.1운동이 일어나자 만주로 망명하여 항일투쟁을 계속하였고 광복군 총사령관에 임명되었으며, 환국 후에는 제헌 국회의원 등을 역임하였다.
지청천은 1919년부터 일기를 썼다고 하는데 한국전쟁 당시 분실되어 현전하는 것은 5책이며, 항일무장투쟁을 이끈 독립운동가의 의식이 담긴 친필원고라는 점과 한국 현대 정치사를 연구하는 사료로서 중요한 가치가 있다고 평가받고 있다. 정부에서는 고인의 공훈을 기리기 위하여 1962년에 건국훈장 대통령장을 추서하였다.

## 같이 보기
- 지청천

## 참고 자료
- 지청천 일기 - 국가유산청 국가유산포털